# Епархия Тиангуа
Епархия Тиангуа (лат. Dioecesis Tianguensis) — епархия Римско-Католической церкви с центром в городе Тиангуа, Бразилия. Епархия Тиангуа входит в митрополию Форталезы. Кафедральным собором епархии Тиангуа является церковь святой Анны.  

## История
13 марта 1971 года Римский папа Павел VI издал буллу «Qui summopere», которой учредил епархию Тиангуа, выделив её из епархий Собрала и Форталезы.

## Ординарии епархии
- епископ Timóteo Francisco Nemésio Pereira Cordeiro (1971—1990)
- епископ Francisco Javier Hernández Arnedo (1991 — по настоящее время)

## Источник
- Annuario Pontificio, Libreria Editrice Vaticana, Città del Vaticano, 2003, ISBN 88-209-7422-3